# Lester George Hornby
Pour les articles homonymes, voir Hornby.
Lester George Hornby, né le 27 mars 1882 à Lowell et mort le 17 décembre 1956, est un peintre, graveur, dessinateur et illustrateur américain. 

## Biographie
Lester George Hornby naît le 27 mars 1882 à Lowell dans l'État du Massachusetts. Il étudie à l'École de design de Rhode Island avant de partir pour Boston. Il voyage en Angleterre et en France où il est élève de Jean-Paul Laurens. Il est connu en Angleterre pour ses dessins et comme illustrateur de la Première Guerre mondiale.
Il meurt le 17 décembre 1956.

## Collections particulières
- Pages from the Book of Paris, 1910, illustrations, livre[2]